# Zaganos Pascha

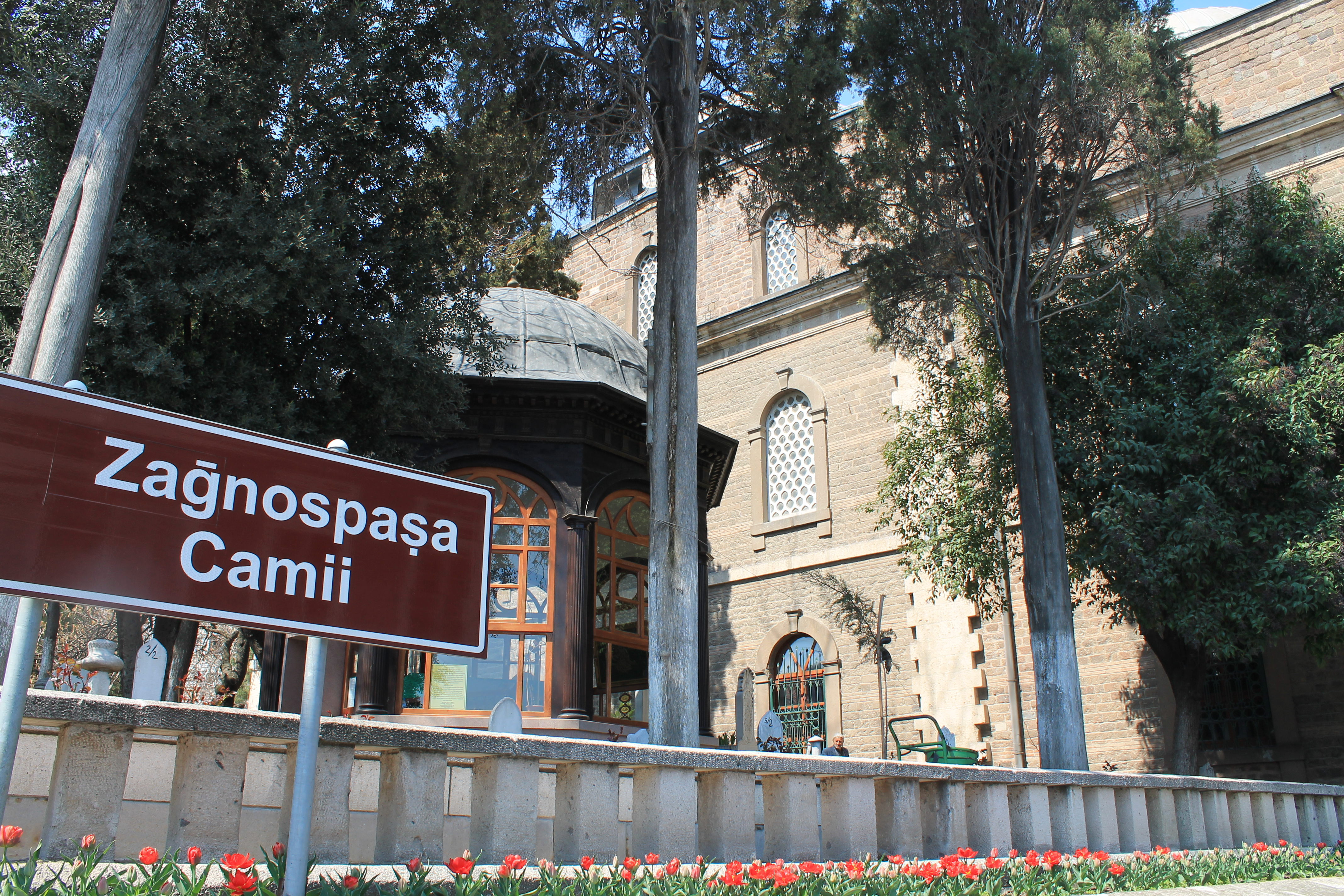
Angenommene Ruhestätte des Zaganos Pascha, die Zaganos-Pascha-Moschee in Balıkesir

Zaganos Mehmed Pascha (auch Zagan Pascha, albanisch Zognush Pasha, türkisch Zağnospaşa; gest. 1462 oder 1469 in Balıkesir) war ein osmanischer Militärkommandant und Großwesir. Er galt als der Lālā (Mentor und Beschützer) des Sultans Mehmed II. und spielte eine wichtige Rolle bei der Eroberung von Konstantinopel 1453.

## Leben
Zaganos Paschas Herkunft ist nicht gesichert. Je nach Quelle wird eine albanische, griechische (Rûm) oder südslawische Herkunft angenommen. Halil İnalcık nimmt an, dass Zaganos Pascha der Sohn von Vrana Konti sein könnte, einem Berater des albanischen Türkenbekämpfers Skanderbeg. Zaganos wurde als Christ geboren und über die Knabenlese an die Enderûn-Palastschule in Edirne zur Ausbildung geschickt.
Zaganos stieg zum Wesir und bald zum Kommandanten in der osmanischen Marine auf. Während der Schlacht um Konstantinopel bewachte er zusammen mit Saruca Pascha und Çandarlı II. Halil Pascha die drei Türme der erst 1452 errichteten Burg Rumeli Hisarı, weshalb einer davon nach Zaganos Pascha benannt ist. Er galt als besonders grausam und „Feind der Christen“. Nachdem Mehmed II. Halil Pascha am 1. Juni 1453 hinrichten ließ, wurde Zaganos Großwesir. Man vermutet, dass Zaganos Geschichten über Halil Paschas Zusammenarbeit mit den Byzantinern verbreitete.
Wegen der gescheiterten Belagerung von Belgrad 1456 gegen Johann Hunyadi wurden Zaganos als Großwesir abgesetzt, seine Tochter aus dem Harem ausgewiesen und beide nach Balikesir verbannt; Zaganos war unter anderem mit der Tochter des Sultan Murad II. und Anna, der Enkelin des Despoten Demetrios I. Kantakuzenos verheiratet. In Balikesir stiftete er die noch heute bestehende Zaganos-Pascha-Moschee, einen Hamam und weitere Bauten.
1459 kehrte er aus Balikesir zurück und wurde 1463 Kapudan Pascha. 1466 wurde er Wālī (Gouverneur) von Thessalien und Makedonien. Auch die Umstände seines Todes sind nicht gesichert. Manchen Quellen zufolge ist Zaganos Pascha bereits 1462 verstorben.